# 문상주
문상주(1947년 6월 20일 ~ )는 대한민국 기업가이다. 현재 대한민국 입시 학원 운영 기업 고려이앤씨 대표이사 회장을 맡고 있으며 경원대학교 명예 문학박사 학위를 받았다.

## 주요 경력
- 고려학원 원장
- 종로직업청소년학교 교장
- 고려출판사 회장
- 제일학원 이사장
- 고려개발 회장
- 한샘학원 이사장
- 고려문화장학재단 이사장
- 고려컴퓨터 대표이사
- 고려학력평가연구소 회장
- 한국학원총연합회 회장
- 코리아트윈그룹 회장
- 국제문화친선협회 회장
- 한국학원총연합회 회장
- 제2기 교육개혁위원회 위원
- 새천년민주당 당무위원(2001년)
- 한국직능단체총연합회 회장
- 열린우리당 당무위원(2006년)
- 비타에듀 회장
- 직능경제인단체총연합회 명예총재
- 고려이앤씨 대표이사 회장

## 수상 경력
- 유엔 평화교육자상
- 국제산타클로스협회 평화의 상
- 한국맞춤양복기술협회 2005 베스트 드레서